# Éparchie d'Autriche et de Suisse
L'éparchie d'Autriche et de Suisse (en serbe cyrillique : Епархија аустријско-швајцарска ; en serbe latin : Eparhija austrijsko-švajcarska) est une circonscription de l'Église orthodoxe serbe. Elle a son siège à Vienne en Autriche et, en 2016, elle a à sa tête l'évêque Andrej.
En plus de l'Autriche et de la Suisse, l'éparchie couvre aussi l'Italie, le Vatican et Malte.

## Paroisses
L'éparchie compte 5 archidiaconés (en serbe : arhijerejska namjesništa), chacun divisé en plusieurs paroisses.

### Archidiaconé de Vienne[2]
- Landstrasse : cathédrale Saint-Sava
- Ottakring : église de la Nativité-de-la-Mère-de-Dieu
- Leopoldstadt : église de la Résurrection[3]
- chapelle de la Dormition-de-la-Mère-de-Dieu

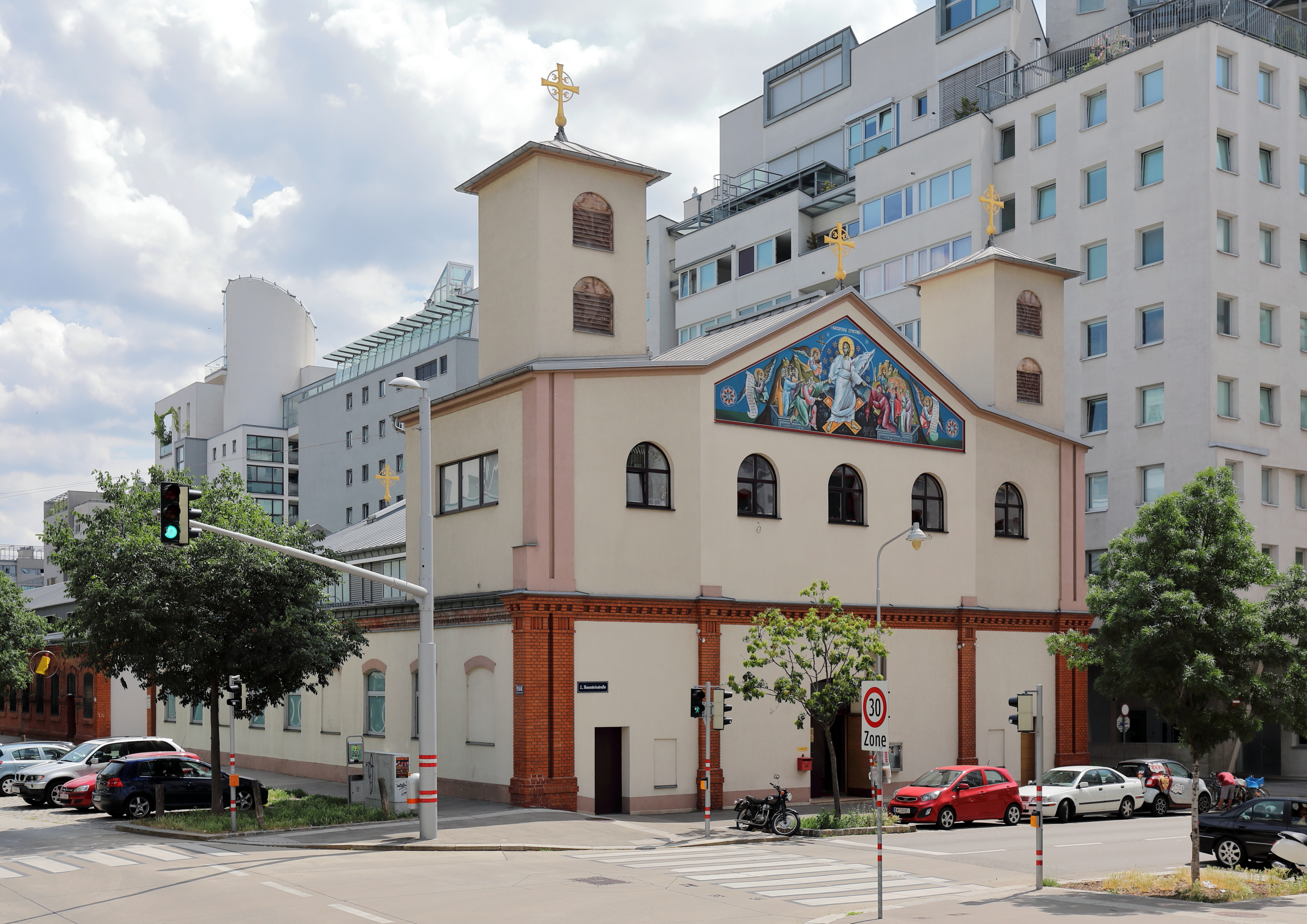
L'église de la Résurrection

### Archidiaconé d'Autriche du Nord-est[4]
- Wiener Neustadt : église Saint-Platon-de-Banja-Luka
- Gmunden : église Saint-Georges
- Enns : église de la Translation-des-Reliques-de-Saint-Sava
- Linz : église Saint-Basile-d'Ostrog
- Sankt Pölten-Stattersdorf : église Saint-Thomas
- Tulln an der Donau : église Saint-Nicolas

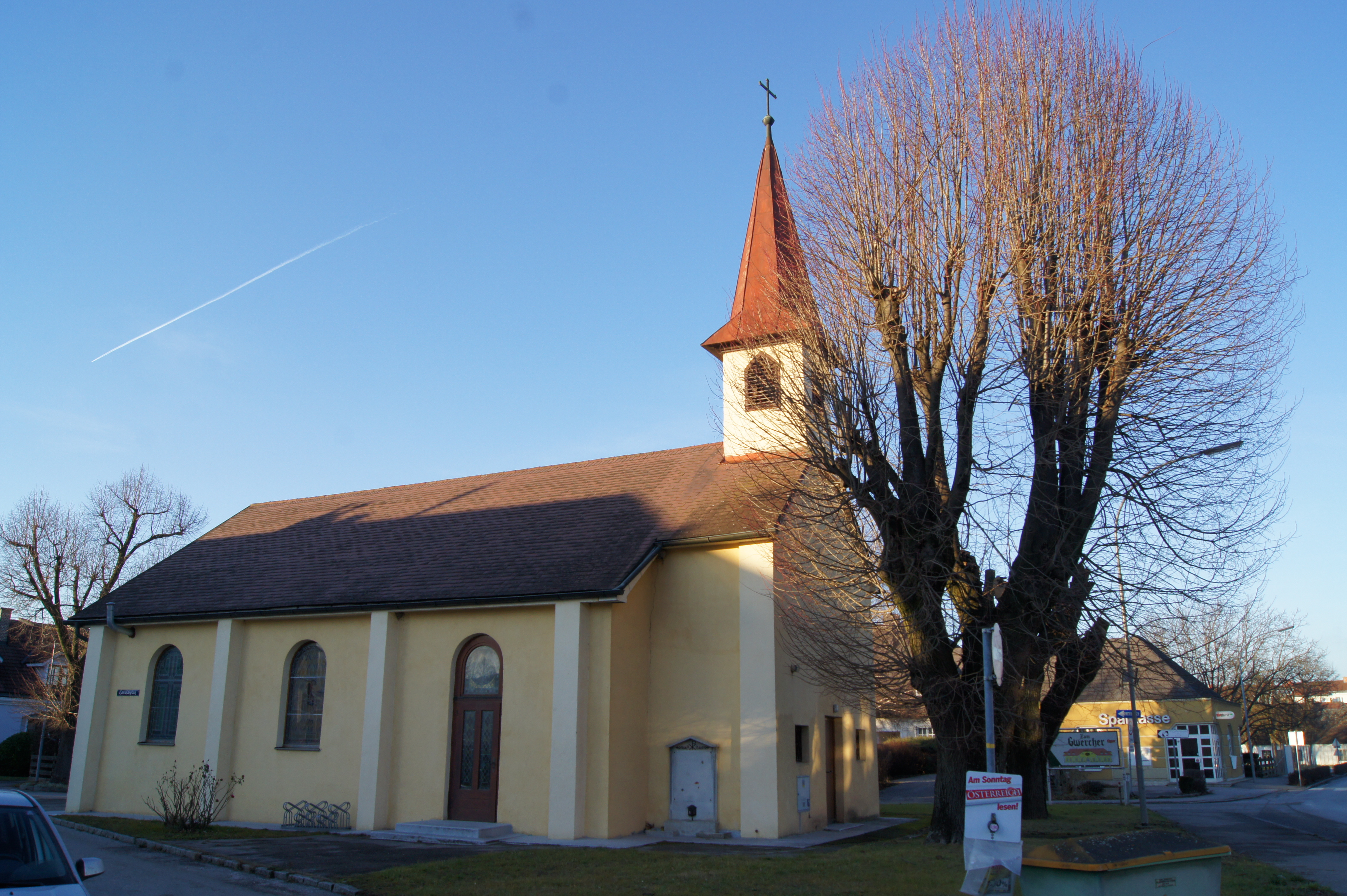
L'église Saint-Thomas de Sankt Pölten

- Braunau am Inn : église Saint-Marc

### Archidiaconé d'Autriche du Sud-ouest[5]

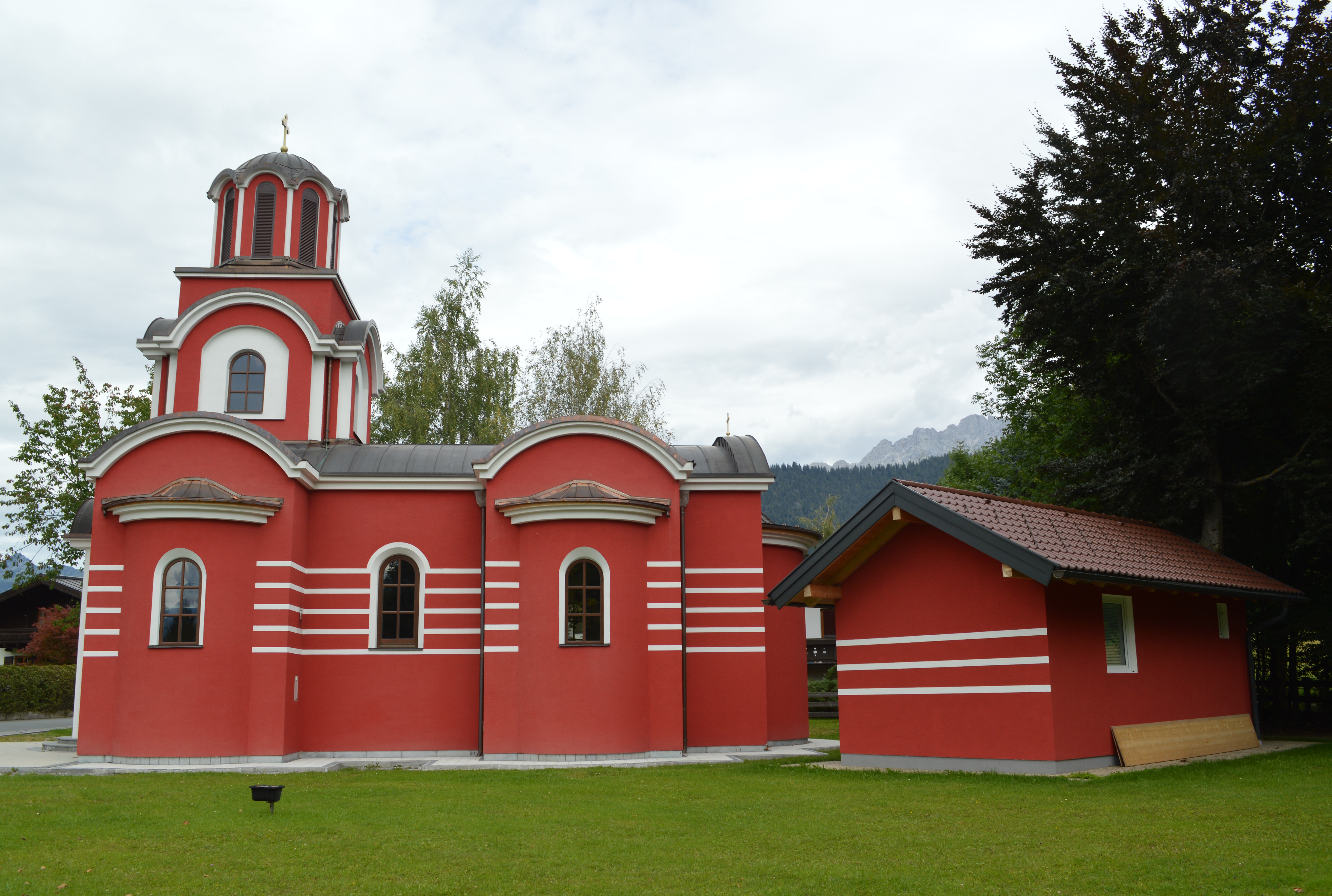
L'église de Tous-les-Saints de Saalfelden

- Bregenz : église Saint-Constantin-et-Sainte-Hélène
- Graz : église Saints-Cyrille-et-Méthode
- Innsbruck : église de la Nativité-de-Saint-Jean-Baptiste[6]
- Klagenfurt : église Sainte-Parascève
- Kufstein : église Saint-Visarion-Erdeljski
- Saalfelden : église de Tous-les-Saints
- Salzbourg : église du Linceul-de-la-Mère-de-Dieu
- Feldkirch : église de la Nativité-de-la-Mère-de-Dieu

### Archidiaconé de Suisse[7]
- Bâle : paroisse de Tous-les-Saints[8]
- Berne : église Saint-Cyrille-et-Saint-Méthode[9]
- Zurich
  - église de la Sainte-Trinité[10]
  - église de la Dormition-de-la-Mère-de-Dieu[11]
- Lausanne : paroisse des Trois-Saints-Hiérarques[12]
- Canton du Tessin : paroisse de l'Assemblée-des-Saints-Serbes[13]
- Lucerne : paroisse de la Nativité-de-la-Mère-de-Dieu
- Saint-Gall : église Saint-Simon
- Genève : paroisse Saint-André

### Archidiaconé d'Italie et de Malte[14]

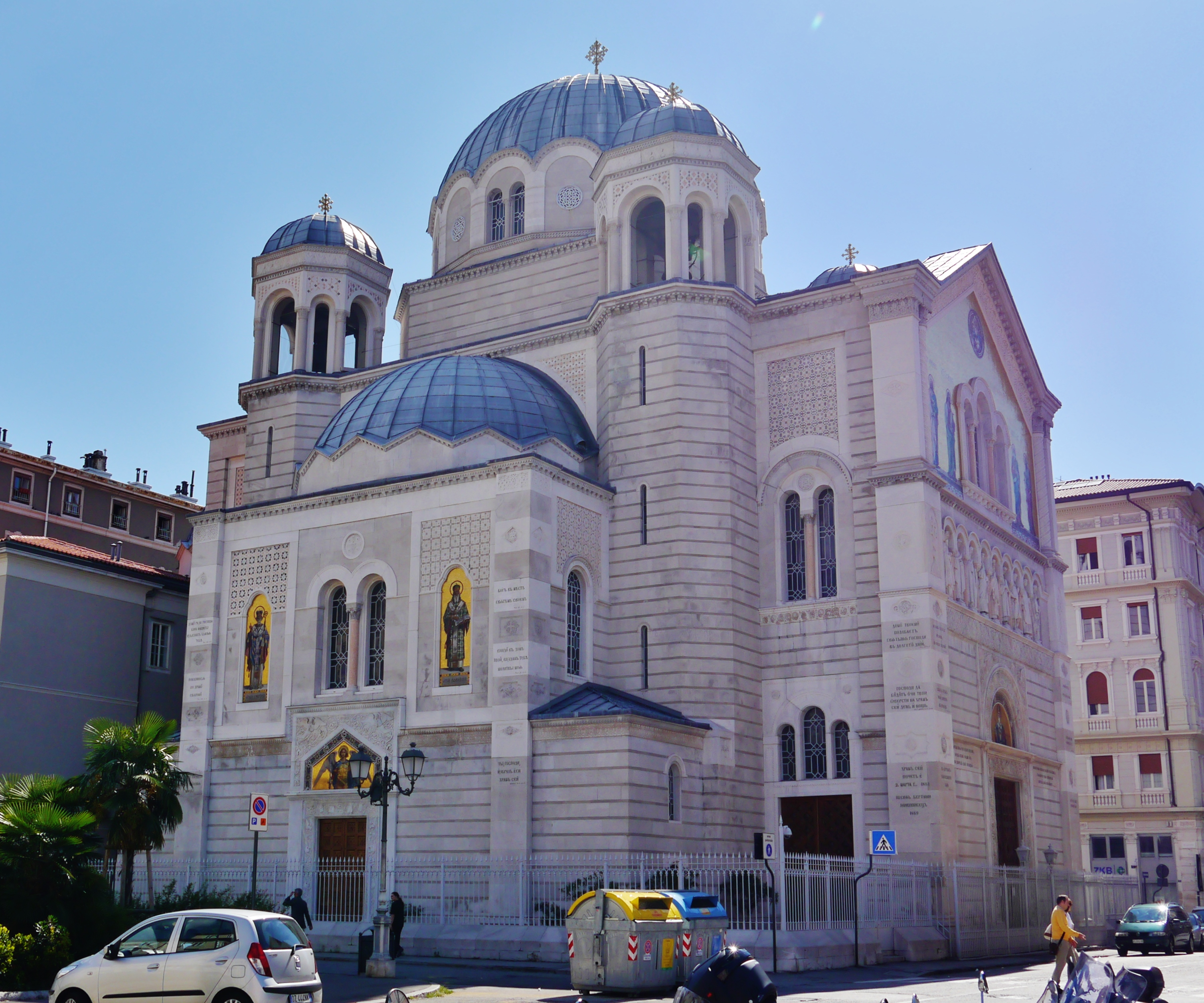
L'église Saint-Spiridon de Trieste

- Rome : paroisse missionnaire Saint-Sava
- Vicence : paroisse Saint-Luc
- Malte : paroisse Saint-Paul-et-Saint-Nicolas
- Milan : paroisse missionnaire Saint-Stefan-Prvovenčani
- Trieste : église Saint-Spiridon[15]
- Udine : paroisse missionnaire Saint-Stefan-Lepi